# W (雜誌)
《W》是一部美国时尚杂志。
1972年，专栏编辑、女裝日報的出版人詹姆斯·布雷迪创办了《女装日报》的姊妹刊物《W》，《W》原本是一部双周刊报纸。1993年，《W》改版为特大号规格的时尚杂志，每月发行一期。2000年，康泰纳仕从Fairchild时尚传媒公司手中买来了《W》的版权。此后的《W》杂志依旧维持其特大号规格（高13英寸，宽10英寸）。2020年3月，《W》杂志暂时停刊。2021年，《W》以网络时尚杂志的形式复刊，後來又再度发行纸质版。